# Дома (рассказ)
«Дома» ― рассказ русского писателя А. П. Чехова, опубликованный в 1887 году в газете «Новое время».

## Публикации
Рассказ был впервые опубликован в газете «Новое время» под № 3958 7 марта 1887 года (по старому стилю) в разделе «Субботники». В том же году появился в собрании рассказов под названием «В сумерках», а позже ― в антологии «Детвора» (1889). Чехов также включил его в третий том своих сочинений, опубликованных Адольфом Марксом в 1899―1901 гг..

## Сюжет
Серёжа, мальчик семи лет от роду, был пойман с сигаретой. Его отец, прокурор Евгений Петрович, пытается объяснить ему, как вредна для здоровья эта привычка и почему нельзя красть чужой табак. Все его усилия произвести впечатление на своего сына оказываются тщетными, пока, наконец, он не рассказывает перед сном ребёнку выдуманную им самим сказку. В ней он повествует о принце, который умирает молодым из-за того, что курит. Своей смертью он не выполняет свои обязательства по отношению к своему королю-отцу и его царству. Глубоко потрясённый этой трагедией, мальчик торжественно заявляет, что больше он не будет иметь с табаком ничего общего.

## Отзывы критиков
Друзья Чехова выражали ему свой восторг в связи с выходом рассказа. «Сегодня читал ваш Субботник. „Дети“ всегда Вам очень удаются», ― так Виктор Билибин писал в Чехову в одном из своих писем. Дмитрий Григорович в январе 1888 года в письме упомянул этот рассказ среди прочих произведений, которые показывают, «как прекрасно горизонт [их автора]… охватывает мотив любви во всех её самых тонких и скрытых проявлениях».
Писатель (и толстовец по убеждениям) Иван Горбунов-Посадов, который также был владельцем издательской фирмы «Посредник», при обсуждении подробностей печати собрания сочинений Чехова удостоил рассказ специального упоминания. «Этот рассказ был включён [в список] по моей рекомендации. Лично для меня это одно из самых глубоких ваших произведений. Столкновение этих двух миров, чистого, человечного детского мира, и нашего запутанного, хромого, лживого, ― в этом маленьком, простом произведении показано блестяще», ― так написал он в мае 1893 года в письме к Чехову.
«Дома», по мнению К. К. Арсеньева, являлся лучшим из «детских» рассказов по заключённой в нём идее: «Автору удалась здесь не только фигура Серёжи, но и фигура отца, блуждающего в потёмках педагогии и торжествующего там, где всего меньше ожидал победы. Все усилия Быковского доказать семилетнему мальчику вред и безнравственность куренья остаются тщетными — но к желанной цели внезапно приводит сказка, самому рассказчику казавшаяся наивною и смешною...». В первый ряд русской детской литературы ставил рассказ «Дома» П. Перцов.
Литературный критик В. А. Гольцев так охарактеризовал Чехова: «…встречаются у него картины общественной жизни, полные глубокого смысла, вызывающие у автора скорбные мысли. Прокурор, например, в рассказе „Дома“ ‹…› не может не признать, что наказание очень часто приносит гораздо больше зла, чем само преступление». С этой точкой зрения соглашался Ф. Е. Пактовский: Чехов «даёт понять современному читателю, что с этой душой ‹душой ребёнка› надо обращаться умеючи, что только серьёзное знание детской души, разумная любовь к ребёнку могут воспитать в нём все добрые начала, а потому воспитание детей должно явиться одною из самых важных обязанностей родителей, которые должны подготовляться к этому делу едва ли менее, чем к обязанностям прокурора, судьи, доктора и т. д. Если во всякой работе требуется любовь к делу, то в педагогической любовь к детям является основанием всего дела; нигде сухой педантизм и формализм ‹…› не принесут столько вреда, как в деле воспитания. Рассказ Чехова „Дома“ всего ярче выдаёт взгляд автора на указанный вопрос».
Лев Толстой включил рассказ в свой личный список лучших произведений Чехова.

## Экранизации
- Сын прокурора спасает короля (мультфильм)